# Поліщук Максим Іванович
Поліщу́к Макси́м Іва́нович (нар. 15 червня 1984) — український велогонщик, заслужений майстер спорту України з велоспорту, майстер спорту міжнародного класу. Чемпіон Європи, призер Чемпіонату світу на треку, учасник літніх Олімпійських ігор в Пекіні (2008).

## Біографія
Максим Поліщук народився 15 червня 1984 року в місті Житомирі.
Велоспортом почав займатись з 6-го класу в ДЮСШ міста Первомайська Миколаївської області. Перший тренер — Віктор Тофан.
З 1998 року навчався на відділенні велоспорту Донецького училища олімпійського резерву (УОР) у тренера Миколи Мирзи.
Закінчив Донецький державний інститут здоров'я, фізичного виховання і спорту.
Виступав за команду «ІСД-Спорт-Донецьк». В сезоні 2005 року протягом шести місяців проїздив у шосейній команді з Італії, потім повернувся в Україну, до трекової команди. На Кубку світу в Москві вийшов до фіналу, де поступився представникові Росії однією секундою.
У 2008 році в складі національної збірної України брав участь в XXIX літніх Олімпійських іграх в Пекіні.

## Спортивні досягнення
Чемпіон Європи в командній гонці на треку (Іспанія, 2004).
Срібний призер чемпіонату Європи (Італія, 2005).
Бронзовий призер чемпіонату світу на треку серед чоловіків у командній гонці переслідування на 4 км (Франція, 2006).
Срібна медаль чемпіонату світу на треку в командній гонці (Іспанія, 2007).
Чемпіон України в командній гонці на треку (2009).
Бронзова медаль на етапі Кубка світу на треку в командній гонці (Велика Британія, 2009).